# 遠方的鼓聲
《遠方的鼓聲》台灣音樂人湯運煥(東東)的第2張錄音室專輯，此張專輯入圍金曲獎最佳客語流行音樂演唱專輯，並獲得最佳客語演唱人獎。
湯運煥(東東)受到劉劭希於金曲獎頒獎典禮中所講的一席話——「如果你是客家人，就應該跳下來作自己的客家音樂……」的影響，決心投入客家流行音樂的工作。
《遠方的鼓聲》專輯中，主打歌〈遠方的鼓聲〉中貫穿全曲的鼓聲，影射的正是客家情感所繫的母語，客家年輕人追尋一陣一陣的鼓聲，爬過高山越過大海，象徵著認識客家綿遠流長的傳承，鼓聲隨著先人流傳到今日，告訴自己是客家人。
其他曲目，如〈妳敢還記得〉、〈請你回來這裡〉、〈愛是什麼〉、〈來不及〉等等，從曲目來看都是男女情愛，其實所蘊含的是更深的文化意識，是對客家語言危機的赤裸告白。